# Оксид кобальту(II)
Окси́д ко́бальту(II), ко́бальт(II) окси́д — неорганічна сполука складу CoO. Являє собою сіро-зелені, оливкові кубічні кристали, які є феромагнетиком. Сполука проявляє слабкі амфотерні властивості.
Застосовується у виробництві акумуляторів, кобальтовмісних пігментів і каталізаторів.

## Поширення у природі

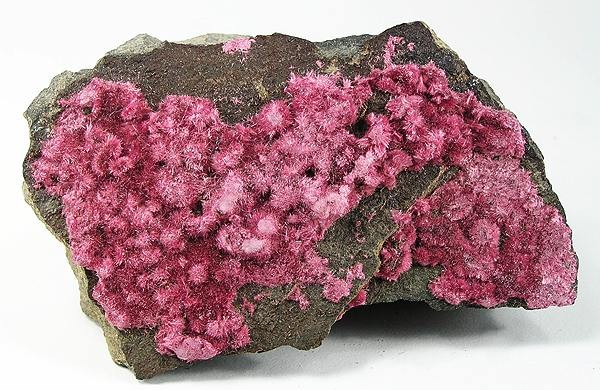
Еритрин

Оксид кобальту не розповсюджений у вільному стані, проте існує у складі мінералів кисневмісних солей кобальту, наприклад, а арсенаті кобальту(II), які відомий під назвою мінералу еритрину Co3[AsO4]2·8H2O. В ньому вміст CoO сягає 37,5%. Твердість еритрину за шкалою Мооса складає 1,5-2,5 балів.
Еритрин утворюється шляхом вивітрювання (окиснення) інших мінералів — скутерудиту і смальтину, які є арсенідами кобальту. Зазвичай еритрин перебуває у твердих розчинах із аннабергітом. 
Також до мінералів, що містять оксид кобальту, відносяться: асболан (Co,Ni)O·MnO2·xH2O (до 30% CoO), сферокобальтит CoCO3, біберит CoSO4·7H2O тощо.

## Фізичні властивості
Оксид кобальту є тугоплавкими кристалами зі структурою типу NaCl. При температурі 1935 °C він плавиться без розкладання, але розкладається на прості речовини при підвищенні температури до 2860 °C.
В умовах вище 19 °C (температура Кюрі) оксид кобальту є феромагнетиком.

## Отримання
Оксид кобальту(II) синтезують окисненням металевого кобальту киснем або парою води за температури вище 940 °C. Нижче цієї позначки кобальт може утворювати змішаний оксид CoO·Co2O3 (Co3O4), а при вищих температурах домішка Co2O3 розкладається з утворенням CoO.
{\displaystyle \mathrm {2Co+O_{2}{\xrightarrow {940^{o}C}}\ 2CoO} }
{\displaystyle \mathrm {Co+H_{2}O{\xrightarrow {940^{o}C}}\ CoO+H_{2}} }
{\displaystyle \mathrm {2Co_{2}O_{3}{\xrightarrow {>940^{o}C}}\ 4CoO+O_{2}} }
Як окисники кобальту також використовуються оксиди азоту: N2O, NO, NO2:
{\displaystyle \mathrm {Co+N_{2}O{\xrightarrow {230^{o}C}}\ CoO+N_{2}} }
{\displaystyle \mathrm {2Co+2NO{\xrightarrow {150^{o}C}}\ CoO+N_{2}} }
{\displaystyle \mathrm {4Co+2NO_{2}\longrightarrow CoO+N_{2}} }
Іншим способом є термічне розкладання оксигеновмісних сполук кобальту(II). Його проводять у середовищі без доступу кисню: у вакуумі, у струмені азоту чи вуглекислого газу, щоб уникнути утворення оксиду Co3O4:
{\displaystyle \mathrm {Co(OH)_{2}{\xrightarrow {200^{o}C}}\ CoO+H_{2}O} }
{\displaystyle \mathrm {2CoSO_{4}{\xrightarrow {550^{o}C}}\ 2CoO+2SO_{2}+O_{2}} }
{\displaystyle \mathrm {CoCO_{3}{\xrightarrow {477^{o}C}}\ CoO+CO_{2}} }

## Хімічні властивості
При нагріванні на повітрі у діапазоні температур 390-900 °C оксид кобальту(II) частково окиснюється до Co2O3 (утворюється суміш оксидів Co3O4):
{\displaystyle \mathrm {6CoO+O_{2}{\xrightarrow {390-900^{o}C}}2Co_{3}O_{4}} }
У надвисоких температурах, понад 2860 °C, оксид розкладається на прості речовини:
{\displaystyle \mathrm {2CoO{\xrightarrow {2860^{o}C}}\ 2Co+O_{2}} }
CoO проявляє слабкі амфотерні властивості, зі значним переважанням осно́вних. Він розчиняється у більшості кислот з утворенням солей Co2+, а також реагує із лугами. Із розплавами KOH, NaOH продуктом взаємодії є кобальтити складу Me2CoO2 яскраво-синього кольору, а з концентрованими розчинами лугів утворюються комплесні гідроксокобальтити(II) (також синього кольору), які легко окиснюються та гідролізуються.
{\displaystyle \mathrm {CoO+2HCl\longrightarrow CoCl_{2}+H_{2}O} }
{\displaystyle \mathrm {CoO+2KOH{\xrightarrow {t}}\ K_{2}CoO_{2}+H_{2}O} }
{\displaystyle \mathrm {CoO+2NaOH(conc.)+H_{2}O{\xrightarrow {boiling}}\ Na_{2}[Co(OH)_{4}]\downarrow } }
При дії газуватого хлору, CCl4, S2Cl2 утворюється хлорид кобальту, а при взаємодії із сіркою чи сірководнем, утворюється сульфід:
{\displaystyle \mathrm {2CoO+CCl_{4}{\xrightarrow {t}}\ 2CoCl_{2}+CO_{2}} }
{\displaystyle \mathrm {CoO+H_{2}S\longrightarrow CoS+H_{2}S} }
Оксид відновлюється до металу воднем або CO^
{\displaystyle \mathrm {CoO+H_{2}{\xrightarrow {120-500^{o}C}}\ Co+H_{2}O} }

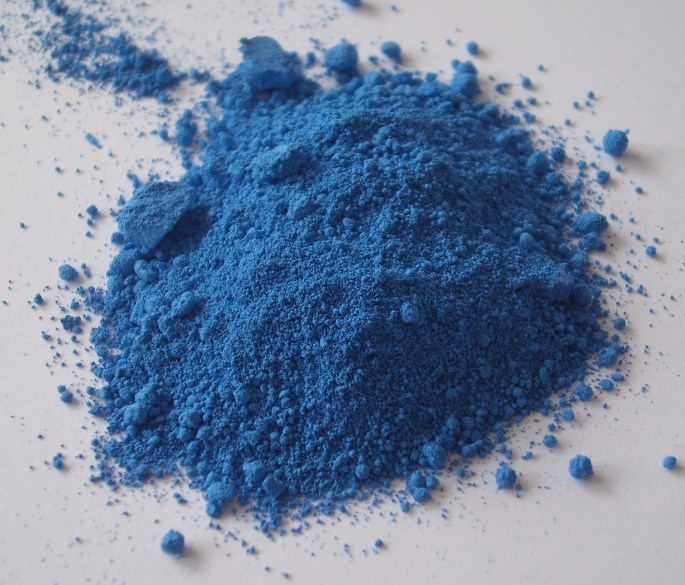
Пігмент тенарова синь

При сильному нагріванні (800-1500 °C) оксид кобальту може взаємодіяти з оксидами інших металів: Al2O3, ZnO, Fe2O3, MgO, TiO2, PbO2, NiO, Cr2O3 тощо. В результаті взаємодії утворюються сполуки чіткого складу та тверді розчини, які забарвлені у рожевий, зелений чи синій кольори. Значна кількість таких сполук широко використовуються як пігменти під різними іменами: тенарова синь Co[Al2O4] (або розчин із Co3O4), лазурно-синій станан Co2[SnO4] (розчин із SnO2 та SiO2), зелень Рінмана (кобальтовий зелений) CoZnO2, кобальтовий рожевий CoO·MgO.

## Застосування
Оксид кобальту застосовують у виготовленні негативних електродів акумуляторів, кобальтовмісних пігментів. Інколи застосовується як каталізатор окиснення та дегідрогенізації.